# Brjastovo
Brjastovo (bulgariska: Брястово) är ett distrikt i Bulgarien.   Det ligger i kommunen Obsjtina Nova Zagora och regionen Sliven, i den centrala delen av landet, 210 km öster om huvudstaden Sofia.
Trakten runt Brjastovo består till största delen av jordbruksmark. Runt Brjastovo är det ganska glesbefolkat, med 48 invånare per kvadratkilometer.